# Yap (språk)
Yap (eget namn: Thin nu Wa’ab) är ett oceaniskt språk som talas i Mikronesiska federationen. Språket kan också räknas som ett mikronesiskt språk men dess förhållande till andra språken i gruppen är inte klart. Antal talare uppskattas att vara cirka 5000. Yap är ett officiellt språk vid sidan av engelska och andra ursprungliga språk i delstaten Yap. Språket anses vara stabilt.
Den första boken om yap, Primer Ensayo de Gramatica de la lengua de Yap, skrevs av en spansk missionär Ambrosio de Valencina och utgavs i Manila år 1888. Tack vare detta följde språkets skriftspråk spanska ortografin. På 1970-talet förnyade lingvisterna från Hawaiis universitet språkets ortografi. Språket skrivs med latinska alfabetet. Bibeln översattes i sin helhet till yap år 2007.

## Fonologi

### Konsonanter
|             |           | Bilabial | Labiodental | Dental | Alveolar | Retroflex | Palatal | Velar | Glottal |
| ----------- | --------- | -------- | ----------- | ------ | -------- | --------- | ------- | ----- | ------- |
| Klusil      | Norm.     | p \| b   |             |        | d        | ɖ         |         | g     | ʔ       |
| Klusil      | Ejek.     | p'       |             |        | t'       |           |         | k'    |         |
| Frikativ    | Norm.     |          | f           | θ      |          | ʂ         |         |       | h       |
| Frikativ    | Ejek.     |          | f'          | θ'     |          |           |         |       |         |
| Nasal       | Norm.     | m        |             |        | n        |           |         | ŋ     |         |
| Nasal       | Glott.    | mˀ       |             |        | nˀ       |           |         | ŋˀ    |         |
| Lateral     | Norm.     |          |             |        | l        |           |         |       |         |
| Lateral     | Glott.    |          |             |        | lˀ       |           |         |       |         |
| Tremulant   | Tremulant |          |             |        | r        |           |         |       |         |
| Approximant | Norm.     | w        |             |        |          |           | j       |       |         |
| Approximant | Glott.    | wˀ       |             |        |          |           | jˀ      |       |         |

Källa:

### Vokaler
|           | Främre | Främre   | Bakre | Bakre |
| korta     | långa  | korta    | långa |       |
| --------- | ------ | -------- | ----- | ----- |
| Sluten    | i      | iː       | ʊ     | ʊː    |
| Halvöppen | ɛ \| œ | eː \| œː | ɔ     | ɔː    |
| Öppen     | a      | aː       |       | ɑː    |

Källa:

## Lexikon och grammatik
Räkneord 1-10 på yap:
| 1            | 2       | 3     | 4       | 5   | 6    | 7        | 8      | 9      | 10    |
| ------------ | ------- | ----- | ------- | --- | ---- | -------- | ------ | ------ | ----- |
| ta'areb/ reb | l'agrow | dalip | an ngeg | lal | nel' | me dalip | me ruk | me reb | ragag |

Språket använder reduplikation.